# Гончаренко Сергій Валерійович
Сергі́й Вале́рійович Гончаре́нко (нар. 16 липня 1991, Ізюм, Харківська область, УРСР, СРСР — пом. 14 червня 2014, Луганськ, Україна) — український військовослужбовець, десантник, молодший сержант Збройних сил України. Учасник російсько-української війни.

## Життєпис
Сергій Гончаренко народився 1991 року в місті Ізюм на Харківщині. Закінчив гімназію № 1 міста Ізюм. Проходив строкову військову службу в десантному батальйоні. 2011 року вступив на факультет радіотехнічних військ протиповітряної оборони Харківського національного університету Повітряних Сил імені Івана Кожедуба, згодом перевівся на заочну форму навчання і з квітня 2013 року розпочав військову службу за контрактом. Займався боксом.
Молодший сержант, командир гармати 25-ї Дніпропетровської повітряно-десантної бригади Високомобільних десантних військ ЗС України, в/ч А1126, смт Гвардійське, Дніпропетровська область.

## Обставини загибелі
13 червня 2014 року десантники готувались до відправлення в зону проведення АТО. У ніч на 14 червня трьома військово-транспортними літаками Іл-76 МД з інтервалом у 10 хвилин вони вилетіли в Луганський аеропорт на ротацію особового складу. На борту також була військова техніка, спорядження та продовольство.
14 червня о 0:40 перший літак (бортовий номер 76683), під командуванням полковника Дмитра Мимрикова приземлився в аеропорту.
Другий Іл-76 МД (бортовий номер 76777), під керівництвом командира літака підполковника Олександра Бєлого, на борту якого перебували 9 членів екіпажу 25-ї мелітопольської бригади транспортної авіації та 40 військовослужбовців 25-ї Дніпропетровської окремої повітряно-десантної бригади, о 0:51, під час заходу на посадку (аеродром міста Луганськ), на висоті 700 метрів, був підбитий російськими терористами з переносного зенітно-ракетного комплексу «Ігла». В результаті терористичного акту літак вибухнув у повітрі й врізався у землю поблизу території аеропорту. 49 військовослужбовців — весь екіпаж літака та особовий склад десанту, — загинули. Третій літак за наказом повернувся в Мелітополь.
|                                                  | Там все було дуже грамотно по-військовому сплановано. Там без Росії не обійшлось. Вогонь вівся з усіх сторін. Це було не на рівні ненавчених бойовиків. Обстріл літака вівся дуже грамотно. Спочатку підсвічували трасером, а потім били. Із ПЗРК неможливо було збити літак, навіть якби боєприпас потрапив у двигун, то літак все рівно не загинув би. Стріляли з «Шилки». |
| — Командир 25-ї БрТрА полковник Дмитро Мимриков. | |

Пройшло понад 40 діб перш ніж десантників поховали: українські військові збирали рештки тіл загиблих, влада домовлялася з терористами про коридор для евакуації, в Дніпрі проводились експертизи ДНК для ідентифікації.
27 липня Сергія поховали в Ізюмі, на лісовому кладовищі по вулиці Шекспіра.
Залишились батьки й старша сестра.

## Нагороди та відзнаки
- Орден «За мужність» III ст. (20.06.2014, посмертно) — за особисту мужність і героїзм, виявлені у захисті державного суверенітету та територіальної цілісності України, вірність військовій присязі та незламність духу[5].
- Нагрудний знак «За оборону Луганського аеропорту» (посмертно).

## Вшанування пам'яті
Пам'ять Сергія Гончаренка увічнено у його рідному місті Ізюмі: 30 січня 2015 року рішенням міської ради провулок Артема було перейменовано на вулицю Сергія Гончаренка. На фасаді міської гімназії № 1, випускником якої був Сергій, відкрито меморіальну дошку.
13 червня 2015 року в Дніпрі на Алеї Героїв до роковин загибелі військових у збитому терористами літака Іл-76 встановили пам'ятні плити з іменами загиблих воїнів.
18 червня 2016 року на території військової частини А1126 в смт Гвардійське урочисто відкрили пам'ятник воїнам-десантникам 25-ї повітряно-десантної бригади, які героїчно загинули під час бойових дій в зоні проведення АТО. На гранітних плитах викарбувані 136 прізвищ, серед них і 40 десантників, які загинули у збитому літаку в Луганську.